# Réserve de biosphère de la Großes Walsertal
La réserve de biosphère de la Großes Walsertal (en allemand : Biosphärenpark Großes Walsertal ) est une réserve naturelle protégée située en Autriche dans le land du Vorarlberg. Elle est classée par l'UICN Catégorie VI, Zone de gestion de ressources protégées.
La superficie de la réserve naturelle est de 19 231 ha. Il y a 3 420 habitants et environ 180 fermes (dont 42% classées en agriculture biologique). La réserve aspire à une économie et un tourisme durables dans la région et offre une plate-forme de discussion sur la société, la politique et la science. La réserve de Großes Walsertal est désignée au titre de réserve de biosphère de l'UNESCO depuis novembre 2000.

## Géographie
La réserve de biosphère de la Großes Walsertal est située dans la vallée du même nom Großes Walsertal. Elle s'étend sur les communes de Blons, Fontanella, Raggal, Sonntag, St. Gerold et Thüringerberg.
La partie nord est délimitée par les montagnes de flysch du Walserkamm, la partie sud par les pics escarpés et les pentes d'éboulis du Kalkhochalpen.

### Zones
Afin de remplir les diverses missions de protection de la diversité naturelle, de développement durable, d'éducation et de recherche, les parcs de biosphère sont divisés en zones. Différents points d'attention sont affectés à chacune de ces zones.
- Zone centrale : Les zones centrales sont utilisées pour la conservation classique de la nature. Dans ces zones, les écosystèmes peuvent se développer (presque) sans influence humaine. Dans l'ensemble, les zones centrales du parc de la biosphère Großes Walsertal représentent près de 20 % de la superficie totale de la vallée. Cela signifie que ces zones sont beaucoup plus grandes que celles spécifiées dans les réglementations nationales qui sont d'un minimum de 5 % de la superficie totale. Les zones centrales comprennent le Gadental (réserve naturelle et zone Natura 2000 ), Faludriga-Nova (réserve naturelle), la haute lande de Tiefenwald (protection des hautes landes), le cours supérieur de la rivière Lutz (protection des rivières), Kirschwald-Ischkarnei et le Rote Wand (protection de la région alpine).
- Zone d'entretien : La zone d'entretien avec des habitats quasi naturels est située entre la zone centrale et la zone de développement. Des formes d'utilisation respectueuses de l'environnement telles que l'utilisation du bois, l'agriculture des prairies et des pâturages, mais aussi des activités touristiques et éducatives sont possibles ici. Dans le parc de la biosphère Großes Walsertal, la zone d'entretien comprend principalement de vastes pâturages alpins, des prairies de montagne traditionnellement utilisées et des forêts de montagne, qui représentent ensemble environ 65 % de la superficie totale. Selon les critères nationaux, les zones d'entretien ainsi que les zones centrales doivent occuper au moins 20 % de la superficie totale.
- Zone de développement : La zone de développement est la zone de vie, économique et récréative de la population et comprend également les zones de peuplement. L'objectif est d'expérimenter des méthodes économiques durables qui répondent à la fois aux exigences de l'homme et de la nature. Voici les possibilités de développement d'un tourisme écologiquement et socialement compatible, mais aussi d'entreprises et de services basés sur des critères environnementaux et sociaux. Dans la Großer Walsertal, toute la zone d'habitation permanente appartient à la zone de développement.
- Zone de régénération : Les zones de régénération ne sont pas absolument nécessaires. Leur but est de restaurer la fonctionnalité écologique. Dans le Großes Walsertal, la rivière Lutz déviée est désignée comme zone de régénération sous le réservoir. L'objectif de développement est de parvenir à ce que suffisamment d'eau coule à nouveau dans la section d'évacuation du Lutz[5]. Panorama de l'ensemble de la Großes Walsertal avec tous ses villages, pris sur la hauteur de Raggal, à 1071 m, de gauche à droite : Thüringerberg, Sankt Gerold, Blons, Raggal, Sonntag et Fontanella .

Panorama de l'ensemble de la Großes Walsertal avec tous ses villages, pris sur la hauteur de Raggal, à 1071 m, de gauche à droite : Thüringerberg, Sankt Gerold, Blons, Raggal, Sonntag et Fontanella.

## Culture

Walserherbst à l'Alpe Klesenza

Le Walserherbst ("automne Walser") est un festival de musique, de littérature et de gastronomie situé dans la réserve naturelle. Le festival a lieu tous les deux ans en août/septembre et dure trois semaines.
Le Walderlebnispfad Marul ("Forest Adventure Trail") est un sentier de randonnée avec des jeux d'adresse, des points d'intérêt pour la nature, des informations sur la flore et la faune et la culture et l'histoire de l'environnement montagnard. Les randonneurs ont le choix entre le court (3,4 km de long, environ 1h30 de marche, environ 300 mètres de dénivelé) et le long (5,6 km de long, environ 2h30 de marche, environ 450 mètres de dénivelé),.
Le Prieuré de Sankt Gerold est le centre culturel de la vallée. Depuis le Xe siècle, le prieuré appartient aux bénédictins. A ses pieds, un sentier longe des lacs à travers la forêt.

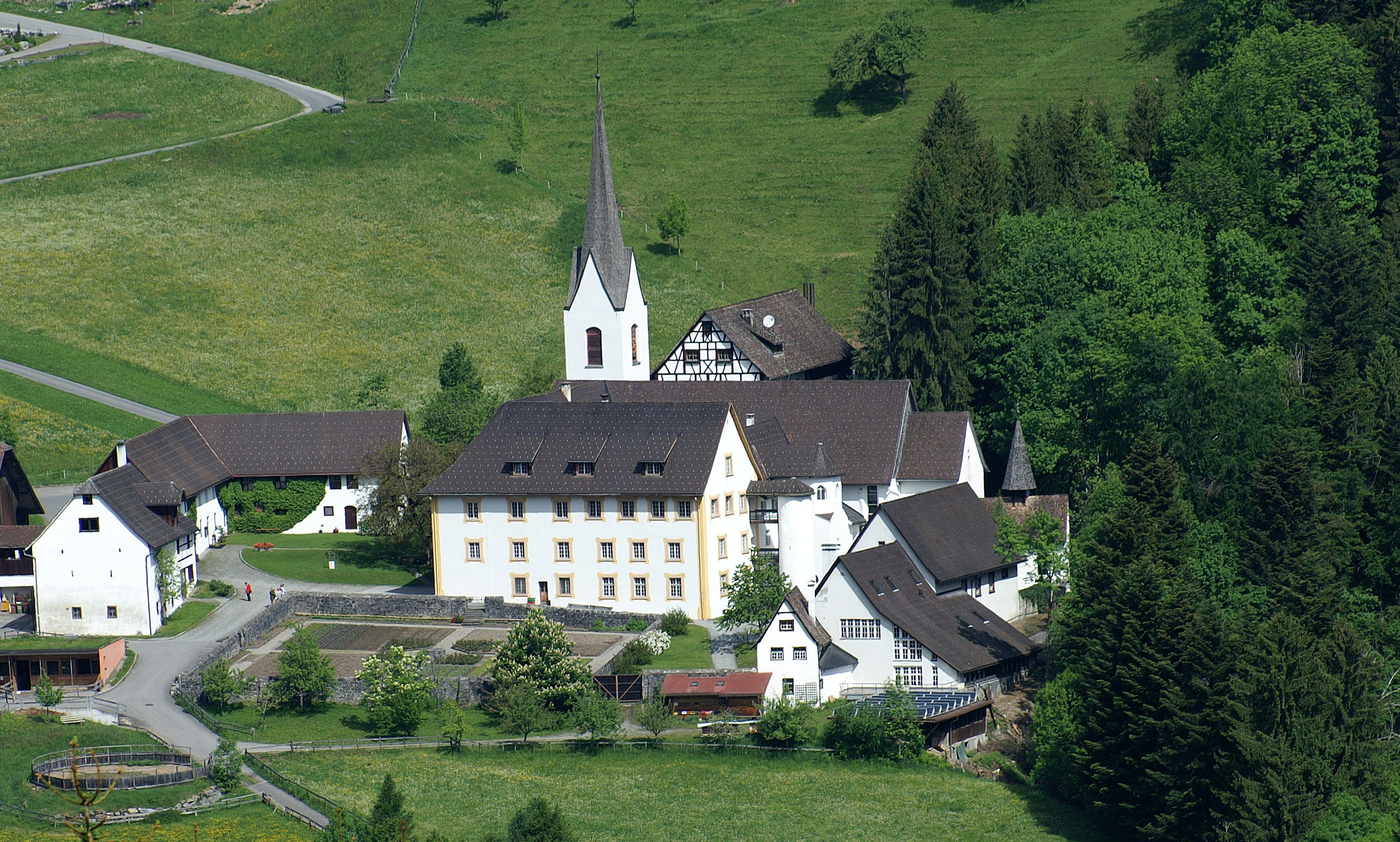
Prieuré bénédictin de Sankt Gerold

Le biosphärenpark.haus est le centre d'accueil de la réserve naturelle de la biosphère.